# 서윤아 (레이싱 모델)
서윤아(1989년 10월 9일 ~ )는 대한민국의 레이싱 모델이다.

## 학력
- 서울예술대학 무용과
- 한양대학교 무용과

## 경력

### 레이싱모델 경력
- 2013년 - 서울모터쇼 혼다 모델
- 2013년 - 슈퍼레이스 금호타이어 레이싱모델
- 2012년 - 코리아스피드페스티벌 쉘레이싱팀 레이싱모델
- 2011년 - 서울모터쇼 토요타 메인모델

## 수상
- 2010년 - 레이싱모델 콘테스트 MS협찬상
- 2010년 - 서울오토살롱 신인 레이싱모델 선발대회 비엘챠퍼스상
- 2011년 - 미스아시아퍼시픽 엔터테이너상